# Brown University

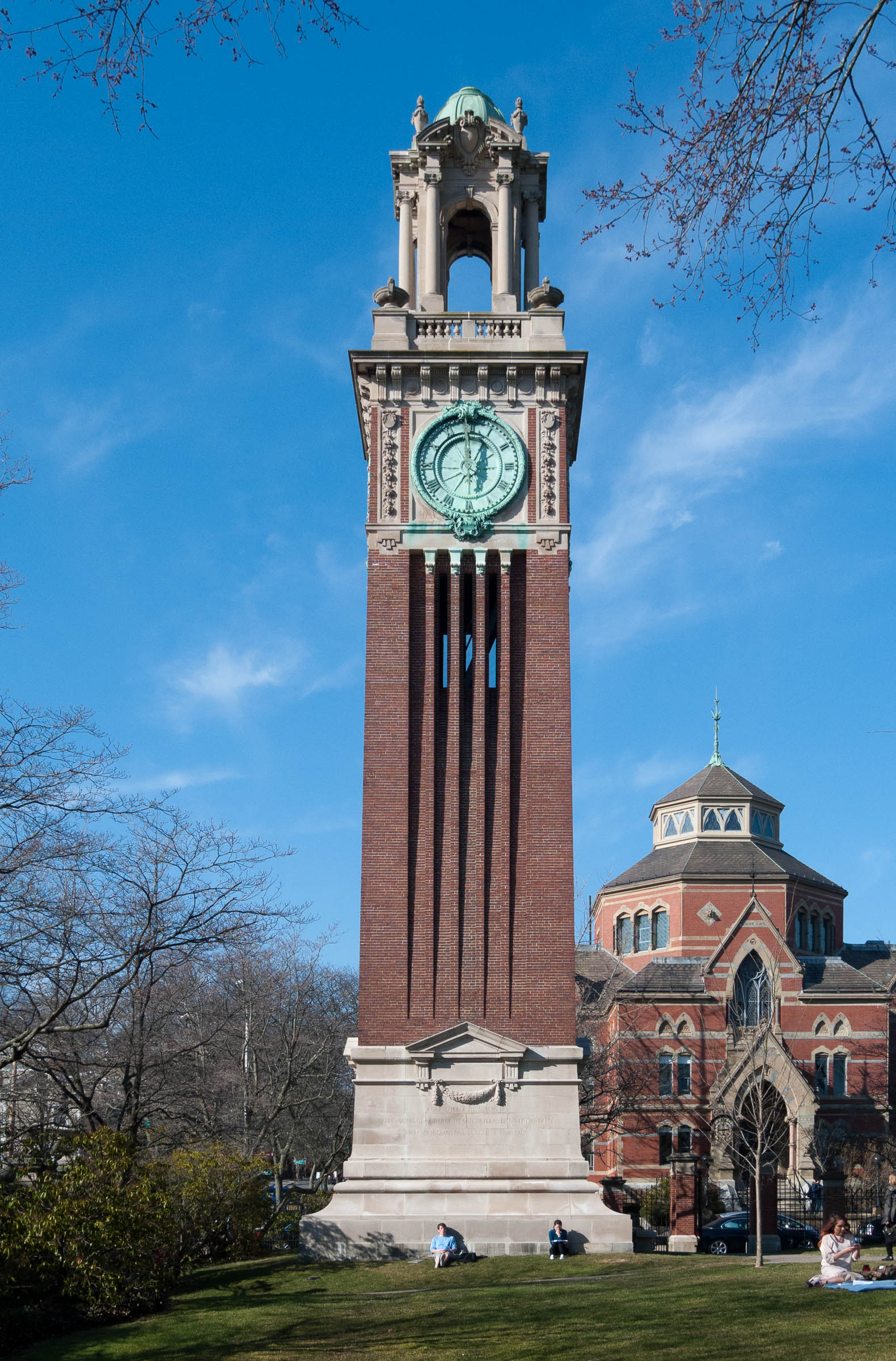
Carrie Tower

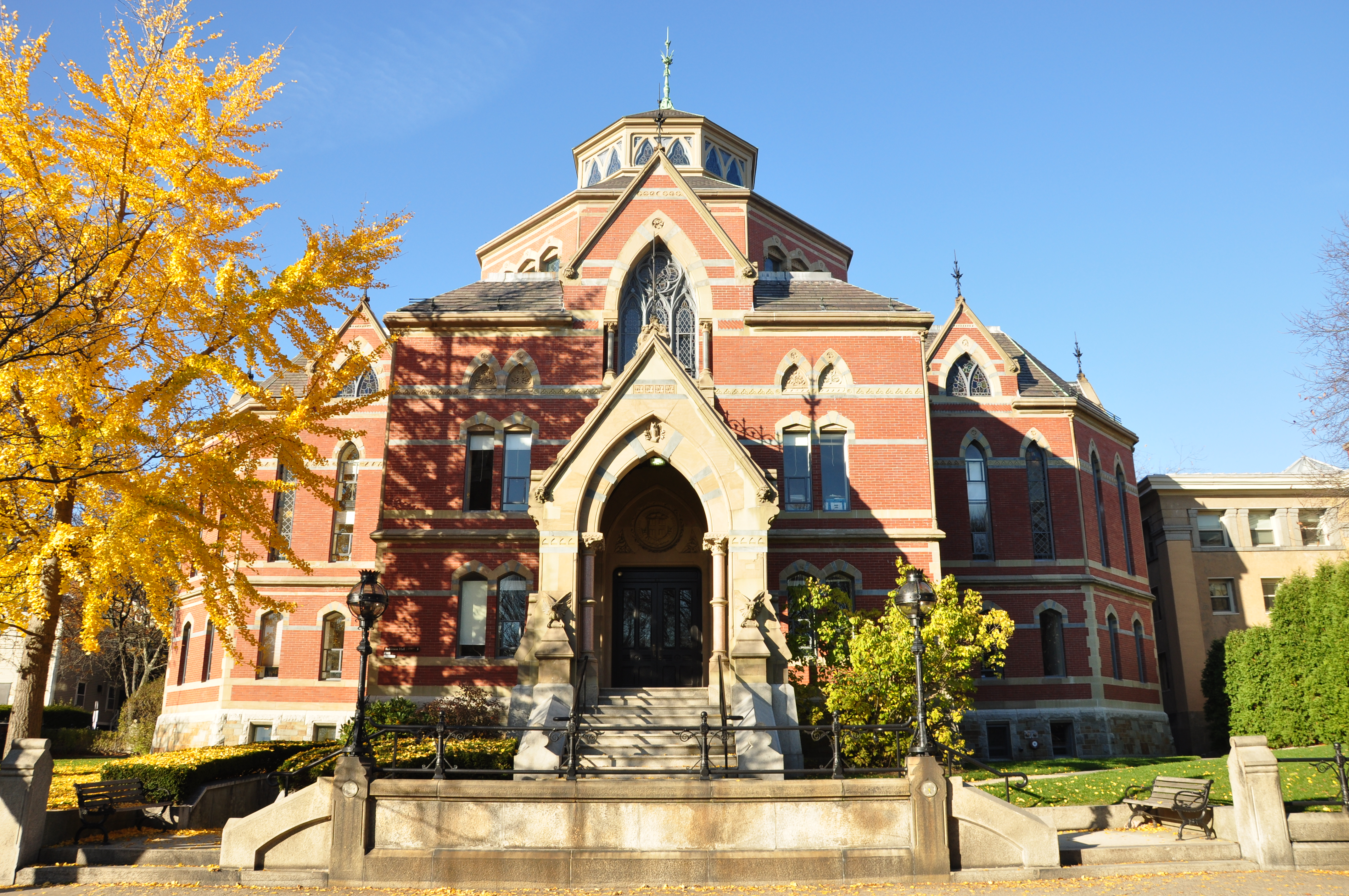
Robinson Hall

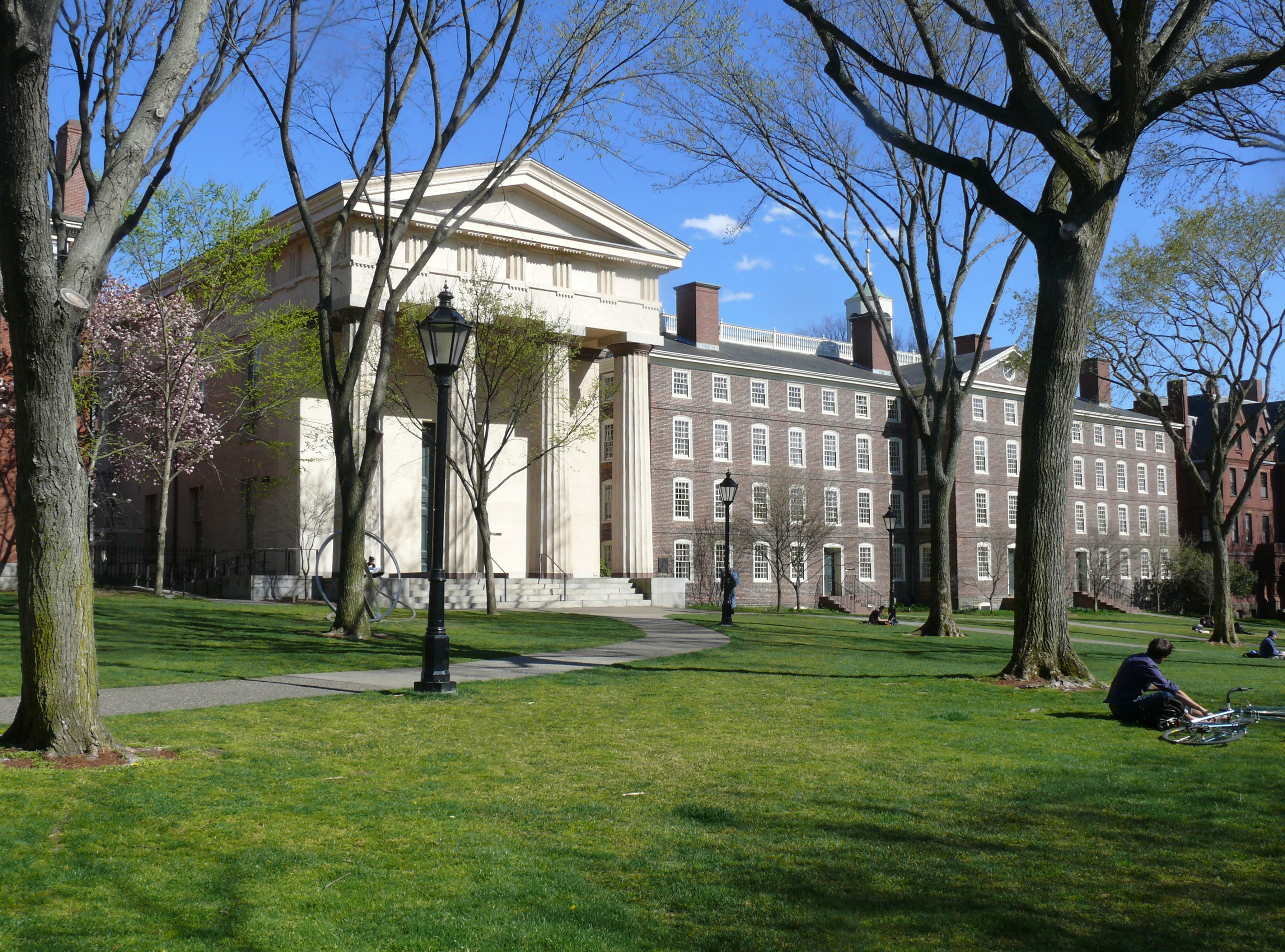
Manning Hall

Die Brown University ist eine US-amerikanische Universität, die in Providence, der Hauptstadt des Bundesstaates Rhode Island, liegt. Brown zählt zu den ältesten und renommiertesten Universitäten der USA. Sie ist eine der acht sogenannten Ivy-League-Universitäten in den Vereinigten Staaten. Sie ist Mitglied der Association of American Universities, einem seit 1900 bestehenden Verbund führender forschungsintensiver nordamerikanischer Universitäten. 2020 waren 9.948 Studenten eingeschrieben.

## Geschichte
Die Universität wurde im Jahre 1764 von dem Baptistenpastor James Manning als Rhode Island College in Warren, Rhode Island gegründet und ist damit die drittälteste Universität Neuenglands und die siebtälteste Universität in den Vereinigten Staaten. 1770 erfolgte der Umzug zum heutigen Standort nach Providence. 1804 wurde das College zur Universität, und zu Ehren von Nicholas Brown Jr., einem 1768er Absolventen der Institution, der im Anschluss an seinen Dienst als Schatzmeister dem College die finanziellen Mittel zur Einrichtung weiterer Professuren vermacht hatte, in Brown University umbenannt. Genau 100 Jahre später wurde zu Ehren von Nicholas Brown Jr. das Forschungszentrum der John Carter Brown Library errichtet.

## Zahlen zu den Studierenden
Von den 9.948 Studenten im Oktober 2020 waren 5.208 Frauen (52,4 %) und 4.740 Männer (47,6 %). 6.792 strebten ihren ersten Studienabschluss an, in der Regel einen Bachelor, sie waren also undergraduates. 3.156 arbeiteten auf einen weiteren Abschluss hin, beispielsweise einen Master, sie waren postgraduates. Die Universität gibt an, dass 115.962 Personen als ehemalige Studenten zählen.

## Organisation

### Fakultäten
- College (100 Studiengänge)
- Graduate School (50 Studiengänge)
- Medizin (Brown Medical School)

#### College
Studenten, die einen Bachelorabschluss anstreben, studieren am Brown College, dem Herzstück der Universität. Es werden mehr als 100 Studiengänge angeboten. Außerdem können Studenten den Antrag stellen, in einer selbst kreierten Studienrichtung ihren Abschluss zu machen.
Die Universität gehört zu den selektivsten Universitäten der USA. In der Zulassungsrunde 2010/11 (Beginn des Studiums im Herbst 2011) bewarben sich 30.946 Schüler, von denen nur 8,7 % akzeptiert wurden. 1157 Bewerber waren Jahrgangsbeste in ihrer High School, allerdings erhielten gerade einmal 29 % davon eine Zulassung für die Brown University. 92 % aller akzeptierten Bewerber gehörten zu den besten 10 % ihrer High-School-Abschlussklasse.
In der Zulassungsrunde 2007/08 (Beginn des Studiums im Herbst 2008) erhielt die Universität beinahe 21.000 Bewerbungen – fast 2000 mehr als im Jahr zuvor. Die Aufnahmerate war daher noch niedriger als im Jahr zuvor (ca. 13 %). Für Bewerber ohne die amerikanische Staatsbürgerschaft war die Aufnahmechance besonders gering.
In einem College-Ranking der Princeton Review wurde die Brown University zum College mit den glücklichsten Studenten gewählt. Sowohl bei Eltern als auch bei Schülern schaffte es die Brown University außerdem in die Top 10 der Dream Colleges.

### Weitere Einrichtungen
Die sechs Bibliotheken der Einrichtung stellen den Studierenden zusammen mehr als sechs Millionen Bücher zur Verfügung. Die Graduate-Studenten genießen zudem Forschungsprivilegien an den benachbarten Bibliotheken von Harvard und Yale.

## Sport
Die Sportteams sind die Bears. Coach des Basketball-Teams war bis 2008 Craig Robinson; er ist der Bruder von Michelle Obama und somit Schwager des ehemaligen amerikanischen Präsidenten Barack Obama. Das Fraueneishockeyteam der Brown Bears wurde dreimal (1998, 2000 und 2002) Meister der ECAC.

## Bekannte Absolventen
Internationale Organisationen und Politik
- Faisal bin Al Hussein (* 1963), jordanischer Prinz und IOC-Mitglied
- Mercer Cook (1903–1987), Romanist, Übersetzer und Diplomat
- Richard Holbrooke (1941–2010), Diplomat
- John F. Kennedy Jr. (1960–1999), Staatsanwalt und Sohn John F. Kennedys
- Dan Maffei (* 1968), Mitglied des US-Repräsentantenhauses (2009–2011, 2013–2015)
- Kenneth Roth (* 1955), Anwalt und ehemaliger Geschäftsführer von Human Rights Watch (1993–2022)
- Janet Yellen (* 1946), Finanzministerin der Vereinigten Staaten (seit 2021)
- Jim Yong Kim (* 1959), Präsident der Weltbank (2012–2019)
- Sarah Cleveland (* 1965), Juristin und Richterin am Internationalen Gerichtshof (seit 2024)
- Bobby Jindal (* 1971), Mitglied des US-Repräsentantenhauses (2005–2007), Gouverneur von Louisiana (2008–2016)
- Cathryn Clüver Ashbrook (* 1976), Politologin

Kunst, Musik und Schauspielerei
- Eva Amurri (* 1985), Schauspielerin
- Kate Burton (* 1957), Schauspielerin
- Olivier Berggruen (* 1963), Kunsthistoriker
- Alvin Curran (* 1938), Komponist
- Jessica Capshaw (* 1976), Schauspielerin
- Stephen Karam, Dramatiker, Drehbuchautor
- Wendy Carlos (* 1939), Komponistin
- Mary Chapin Carpenter (* 1958), Country-Musikerin
- Michael Costigan, Filmproduzent
- Melinda Crane (* 1956), Journalistin und Moderatorin
- Yaya DaCosta (* 1982), Schauspielerin, Model
- Daveed Diggs (* 1982), Rapper und Schauspieler
- Cyrus Grace Dunham (* 1992), Schauspieler, Schriftsteller
- Jeffrey Eugenides (* 1960), Autor
- Davis Guggenheim (* 1963), Regisseur
- Todd Haynes (* 1961), Regisseur
- Quiara Alegría Hudes (* 1977), Theaterautorin
- Lingua Ignota (* 1986), Musikerin
- Nicolas Jaar (* 1990), Musiker
- John Krasinski (* 1979), Schauspieler
- Doug Liman (* 1965), Regisseur
- Laura Linney (* 1964), Schauspielerin
- Lisa Loeb (* 1968), Musikerin
- Sarah Morris (* 1967), Malerin und Filmemacherin
- James Naughton (* 1945), Schauspieler
- Masi Oka (* 1974), Schauspieler
- Emma Watson (* 1990), Schauspielerin
- Ivan Watson, Journalist

Wirtschaft
- Scott Aversano, Manager (President, MTV Films und Nickelodeon Movies)
- Marvin Bower (1903–2003), Manager (Managing Director, McKinsey & Co.)
- David Ebersman (* 1969), Manager (CFO, Facebook Inc.)
- Jonathan Klein, Manager (President, CNN US News)
- Gordon Macklin, Manager (CEO, NASDAQ)
- Brian Moynihan (* 1959), Manager (CEO, Bank of America)
- William R. Rhodes, Manager (Senior Vice Chairman, Citigroup)
- Stephen Robert, Manager (Chairman und CEO, Oppenheimer & Co.)
- John D. Rockefeller, Jr. (1874–1960), Unternehmer
- Tom Rothman, Manager (President, 20th Century Fox Film Group)
- John Sculley (* 1939), Manager (CEO, Apple und President, PepsiCo)
- Barry Sternlicht (* 1960), Unternehmer (Starwood Hotels & Resorts Worldwide)
- Ted Turner (* 1938), Medienunternehmer (CNN, Turner Broadcasting)
- Thomas Watson Jr. (1914–1993), Manager (President und CEO, IBM) und Botschafter
- Andrew Yang (* 1975), Unternehmer und Philanthrop

Wissenschaft
- William C. Bowen (1785–1815), Arzt, Chemiker und Hochschullehrer
- Robert Cushman Murphy (1887–1973), Ornithologe, benannte den Brunonia-Gletscher nach der Universität
- Jan Peter Toennies (* 1930), ehemaliger Direktor Max-Planck-Institut für Strömungsforschung
- Christian Thomsen (* 1959), Physiker und Präsident der Technischen Universität Berlin
- Adam Bruno Ulam (1922–2000), Politikwissenschafter, Neuzeithistoriker und Hochschullehrer

Sonstige
- Cory Gibbs (* 1980), Fußballspieler
- Garnet Hathaway (* 1991), Eishockeyspieler
- Bill O’Brien (* 1969), American-Football-Trainer
- Joe Paterno (1926–2012), American-Football-Trainer